# زیگورد راشر
زیگورد راشر (آلمانی: Sigurd Raschèr؛ ۱۵ مه ۱۹۰۷ – ۲۵ فوریه ۲۰۰۱) یک موسیقی‌دان و نوازندهٔ ساکسیفون آلمانی‌الاصل اهل ایالات متحده آمریکا بود.
او دانش‌آموختهٔ «آکادمی موسیقی اشتوتگارت» (Hochschule für Musik) یکی از چهره‌های شاخص نوازندگی ساکسیفون در سبک موسیقی کلاسیک در قرن بیستم میلادیست.
با به قدرت رسیدن هیتلر در آلمان، او ابتدا به کپنهاگ رفت و استاد ساکسیفون‌نوازی در «کنسرتوار سلطنتی دانمارک» شد و سپس در سال ۱۹۳۹ میلادی به ایالات متحده آمریکا مهاجرت کرد و به تدریس در مدرسه جولیارد و مدرسه موسیقی ایستمن پرداخت و شاگردان زیادی را تربیت کرد.